# 1135
Високе Середньовіччя •  Золота доба ісламу •  Реконкіста •  Хрестові походи •  Київська Русь

## Геополітична ситуація
Візантію очолює Іоанн II Комнін (до 1143). Лотар II є імператором Священної Римської імперії (до 1137), Людовик VI Товстий є королем Франції (до 1137).
Апеннінський півострів розділений: північ належить Священній Римській імперії, середню частину займає Папська область, більша частина півдня належить Сицилійському королівству. Деякі міста півночі: Венеція, Піза, Генуя, мають статус міст-республік.
Південь Піренейського півострова захопили Альморавіди. Північну частину півострова займають християнські Кастилія, Леон (Астурія, Галісія), Наварра та Арагон, Барселона. Королем Англії став Стефан Блуаський (Етьєн де Блуа, до 1154), королем Данії є Ерік II (до 1137).
У Київській Русі княжить Ярополк Володимирович (до 1139). У Польщі править Болеслав III Кривоустий (до 1138). На чолі королівства Угорщина стоїть Бела II (до 1141).
На Близькому сході існують держави хрестоносців: Єрусалимське королівство, Антіохійське князівство, Едеське графство, графство Триполі. Сельджуки окупували Персію та Малу Азію, в Єгипті владу утримують Фатіміди, у Магрибі Альмохади потіснили Альморавідів, у Середній Азії правлять Караханіди, Газневіди втримують частину Індії. У Китаї співіснують держава ханців, де править династія Сун, держава чжурчженів, де править династія Цзінь, та держава тангутів Західна Ся. На півдні Індії домінує Чола. В Японії триває період Хей'ан.

## Події
- Після смерті англійського короля Генріха I Боклерка владу в королівстві узурпував Стефан Блуаський. Донька Генріха I Матильда не погодилася. Почалася громадянська війна в Англії 1135—1154.
- Король Кастилії та Леону Альфонсо VII проголосив себе імператором усієї Іспанії.
- Польський князь Болеслав III Кривоустий визнав себе васалом Священної Римської імперії, за що отримав у лен Західну Померанію.
- Війська Сицилійського королівства захопили острів Джербу.
- Магнати півдня Італії при підтримці Рима знову підняли бунт проти сицилійського короля Рожера II. Рожер висадився у Салерно, знищив Аверсу, взяв в облогу Неаполь. Він віддав князівство Капуанське своєму синові Альфонсу. З іншого боку, пізанці, найняті Святим престолом, розграбували Амальфі.
- Гаральд IV захопив трон Норвегії після вбивства Магнуса IV Сігурдом Сванте.
- Візантія почала кампанію проти сельджуків та хрестоносців у Малій Азії.
- Чжурчжені розпочали кампанію проти монголів, яких очолював Хабул-хан.
- Джефрі Монмутський написав «Історію королів Британії», джерело легенд про короля Артура.